# Pieni Lylyjärvi
Pieni Lylyjärvi är en sjö i kommunen Leppävirta i landskapet Norra Savolax i Finland. Sjön ligger 96,1 meter över havet. Den är 16 meter djup. Arean är 57 hektar och strandlinjen är 4,64 kilometer lång. Sjön  ingår i Vuoksens huvudavrinningsområde.   Den ligger omkring 48 kilometer söder om Kuopio och omkring 310 kilometer nordöst om Helsingfors. 
Pieni Lylyjärvi ligger öster om Iso Lylyjärvi.